# Фрішніч Михайло Михайлович
Миха́йло Миха́йлович Фрішніч — капітан Збройних сил України, учасник російсько-української війни, що відзначився під час російського вторгнення в Україну в 2022 році.
Орден учасникові визволення Херсонщини вручив особисто Президент України Володимир Зеленський 14 листопада 2022 року.

## Нагороди
- орден «Богдана Хмельницького» II ступеня (2022) — за особисту мужність і самовіддані дії, виявлені у захисті державного суверенітету та територіальної цілісності України, вірність військовій присязі.
- орден «Богдана Хмельницького» III ступеня (2022) — за особисту мужність і самовіддані дії, виявлені у захисті державного суверенітету та територіальної цілісності України, вірність військовій присязі[3].